# 1166
Високе Середньовіччя •  Золота доба ісламу •  Реконкіста •  Хрестові походи •  Київська Русь

## Геополітична ситуація
Візантію очолює Мануїл I Комнін (до 1180). Фрідріх Барбаросса є імператором Священної Римської імперії (до 1190), Людовик VII Молодий королює у Франції (до 1180).
Апеннінський півострів розділений: північ належить Священній Римській імперії, середню частину займає Папська область, більша частина півдня належить Сицилійському королівству. Деякі міста півночі: Венеція, Піза, Генуя тощо, мають статус міст-республік.
Південь Піренейського півострова в руках у маврів. Північну частину півострова займають християнські Кастилія, Леон (Астурія, Галісія), Наварра та Арагонське королівство (Арагон, Барселона). Королем Англії є Генріх II Плантагенет (до 1189), королем Данії — Вальдемар I Великий (до 1182).
У Києві княжить Ростислав Мстиславич (до 1167). Ярослав Осмомисл княжить у Галичі (до 1187), Святослав Всеволодович у Чернігові (до 1177), Андрій Боголюбський у Володимирі-на-Клязмі (до 1174). Новгородська республіка та Володимиро-Суздальське князівство фактично відокремилися від Русі. У Польщі період роздробленості. На чолі королівства Угорщина стоїть Іштван III (до 1172).
На Близькому сході існують держави хрестоносців: Єрусалимське королівство, Антіохійське князівство, графство Триполі. Сельджуки окупували Персію та Малу Азію, в Єгипті владу утримують Фатіміди, у Магрибі Альмохади, у Середній Азії правлять Караханіди та Каракитаї. Газневіди втримують частину Індії. У Китаї співіснують держава ханців, де править династія Сун, держава чжурчженів, де править династія Цзінь, та держава тангутів Західна Ся. На півдні Індії домінує Чола. В Японії триває період Хей'ан.

## Події
- Імператор Фрідріх Барбаросса розпочав свій четвертий італійський похід.
- Король Англії Генріх II Плантагенет впровадив у країні юридичну реформу, започатковану Кларендонськими постановами. Потім король відбув на континент, де залишався до 1170 року.
- Генріх II Плантагенет підпорядкував собі Бретань і віддав її своєму синові Джеффрі, заручивши його зі спадкоємицею Констанцією Бретонською.
- Малолітній Вільгельм II став королем Сицилійського королівства під опікою матері, Маргарити Сицилійської.
- Руайдрі Ва Конхобайр став верховним королем Ірландії.
- Вільяма Маршалла висвячено в лицарі.